# Wierzchosławice (wieś w województwie kujawsko-pomorskim)
Wierzchosławice – wieś w Polsce położona w województwie kujawsko-pomorskim, w powiecie inowrocławskim, w gminie Gniewkowo.

## Podział administracyjny

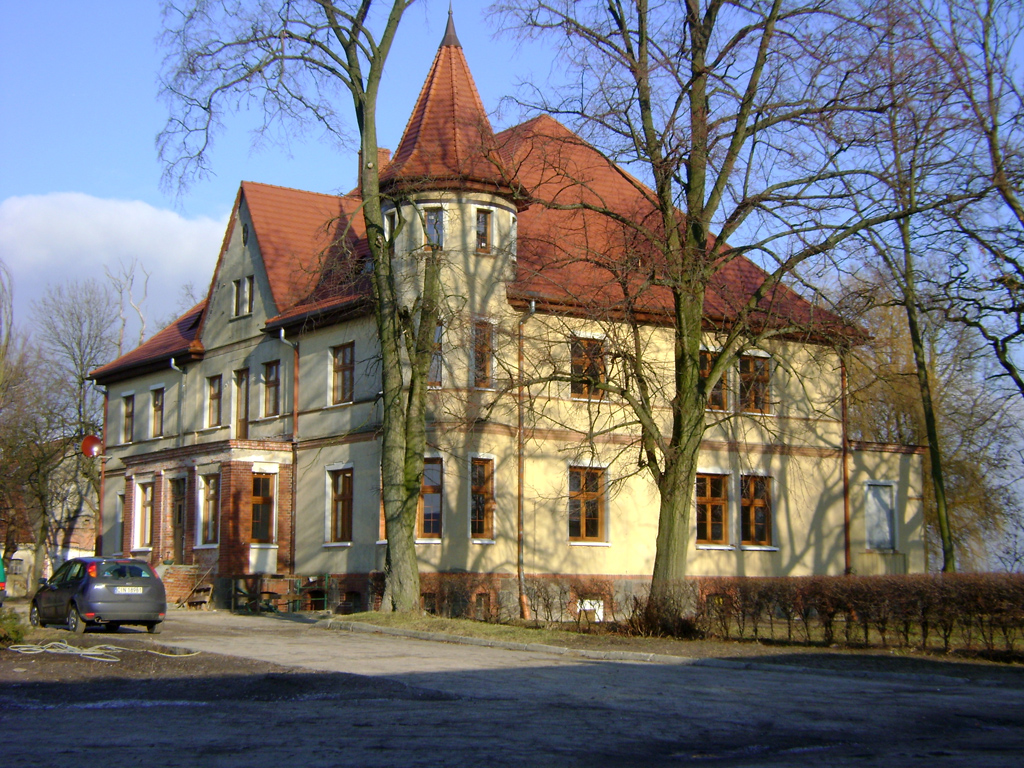
Pałac Strubnerów

W latach 1975–1998 miejscowość administracyjnie należała do województwa bydgoskiego.

## Demografia
Według Narodowego Spisu Powszechnego (III 2011 r.) wieś liczyła 1238 mieszkańców. Jest największą miejscowością gminy Gniewkowo.

## Nazwa
Nazwa wsi wywodzi się z grupy nazw patronimicznych i została utworzona od imienia własnego Wierzchosława.

## Zabytki
Pałac Strubnerów, wybudowany w latach 1920–1925 na miejscu dawnego drewnianego dworu mieszkalnego. W XVI w. majątek należał do A. Sobiesierskiej. W 1846 r. jego właścicielem był Geschke, a w 1860 r. Handtke. W końcu XIX w. kolejnym właścicielem była rodzina Strubnerów. W 1939 r. należał do Karla Strubnera. Po wojnie w pałacu mieściło się biuro Stacji Hodowli Roślin. W chwili obecnej pałac jest remontowany przez nowego właściciela.

### Opis
Pałac eklektyczny z początku XX w., zbudowany na fundamentach w kształcie prostokąta z wieloboczną trzykondygnacyjną wieżą w narożniku północno-zachodnim. Cały budynek jest murowany, otynkowany, podpiwniczony na podmurówce z kamienia granitowego i cegły. Fasada od strony północnej jest sześcioosiowa, dwukondygnacyjna. Do części środkowej fasady w parterze przylega ganek zwieńczony balkonem z metalową, ażurową balustradą. Pięcioosiowa część środkowa elewacji frontowej jest zaakcentowana wysokim, trójbocznym szczytem. Elewacja południowa jest w parterze 10-osiowa, a na piętrze 9-osiowa, dwukondygnacyjna. Do elewacji południowej przy stronie zachodniej przylega prostokątna przybudówka zwieńczona balkonem. Elewacja zachodnia jest 3-osiowa. Budynek wieńczy czterospadowy dach, kryty dachówką.

### Park
Park z lat 20. XX wieku o powierzchni 0,84 ha. Przed elewacją frontową znajduje się półokrągły trawnik, zasiedlony przez cisy i młode świerki. Za dworem znajduje się mały park, który w momencie powstania był skromnym otoczeniem dworu. Wśród kilkudziesięciu rosnących tu drzew najliczniej występują robinie akacjowe, wiązy szypułkowe, lipy drobnolistne i brzozy brodawkowate, tworząc pojedyncze, oryginalne akcenty parkowego wnętrza, bądź też kształtując swobodnie skomponowane skupienia. W doborze gatunkowym uwzględniono nie tylko porę kwitnienia roślin, lecz również jesienną kolorystykę liści. Najbardziej zwarte zadrzewienie spotkamy na obrzeżach parku. Ogółem na terenie parku występuje 20 gatunków drzew, 4 gatunki krzewów i 2 gatunki pnączy. Gatunki iglaste reprezentowane są jedynie przez świerk kłujący odmiany srebrzystej oraz cis pospolity.